# Ignaz Michael Welleminsky
Ignaz Michael Welleminsky (né le 7 décembre 1882 à Prague, mort le 17 juillet 1942 à Poland (Maine)) est un librettiste autrichien.

## Œuvre
Livrets
- 1913 : Glockenspiel (Carillon). Opéra comique en un acte. Livret avec Bruno Warden. Musique : Jan Brandts Buys.
- 1914 : La Valliére. Opéra en cinq tableaux. Livret avec Bruno Warden. Musique : Max von Oberleithner. Première : 26 janvier 1918, Opéra populaire, Vienne.
- 1916 : Der eiserne Heiland. Opéra en trois actes. Livret avec Bruno Warden. Musique : Max von Oberleithner. Première : 20 janvier 1917, Opéra populaire.
- 1916 : Die Schneider von Schönau. Opéra comique en trois actes. Livret avec Bruno Warden. Musique : Jan Brandts Buys. Première : 20 février 1917, Hof-Operntheater.
- 1917 : Lenz und Liebe (Original : Tavasz és szerelem). Opérette en un prologue et deux actes. Livret avec Bruno Hardt. Musique d'après des mélodies de Franz Schubert de Heinrich Berté.
- 1918 : Der Eroberer. Opéra en trois actes. Livret avec Bruno Warden. Musique : Jan Brandts Buys.
- 1918 : Li-I-Lan. Une pièce en cinq tableaux. Livret avec Bruno Warden. Musique : Wolfgang von Bartels.
- 1919 : Cäcilie. Opéra en trois actes. Livret avec Bruno Warden. Musique : Max von Oberleithner. Première : 1919, Hambourg.
- 1919 : Micarême (Karnevals Ende). Opéra en un acte. Livret avec Bruno Warden. Musique : Jan Brandts Buys.
- 1920 : Das Heidentor. Opéra en un acte et un entracte. Livret avec Bruno Warden. Musique : Max von Oberleithner.
- 1920 : Apachen. Opérette en trois actes. Livret avec le compositeur. Musique : Ralph Benatzky. Première : 20 décembre 1920, Apollotheater.
- 1920 : Das Heidentor. Opéra en un acte. Livret avec Bruno Warden. Musique : Max von Oberleithner. Première : 1920, Vienne.
- 1920 : La Tarantelle de la Mort (Todestarantella). Drame muet en sept scènes. Livret avec Bruno Warden. Musique : Julius Bittner.
- 1922 : Der Mann im Mond. Pièce avec musique en trois actes. Musique : Jan Brandts Buys.
- 1922 : Fredigundis. Opéra d'après Felix Dahn. Livret avec Bruno Warden. Musique : Franz Schmidt. Première : 8 mars 1924, Wiener Staatsoper.
- 1924 : Wenn der Holunder blüht. Opérette en trois actes. Livret avec le compositeur. Musique : Paul Knepler. Première : 1er juillet 1924, Metropoltheater, Vienne.
- 1927 : Die Glocken von Paris. Opérette en trois actes. Livret avec Paul Knepler. Musique : Richard Fall. Première : 14 octobre 1927, Carltheater.
- 1929 : Belsazar. Opéra en un acte. Livret avec Paul Knepler. Musique : Hans E. Peró.
- 1929 : Lebenslichter. Opéra. Livret avec Bruno Warden. Musique : Hans E. Peró.
- 1930 : Zwei Herzen im Dreivierteltakt (Der verlorene Walzer). Opérette en trois actes (8 tableaux). D'après le film de Walter Reisch et Franz Schulz. Livret avec Paul Knepler. Musique : Robert Stolz.
- 1931 : Gräfin Dubarry. Opérette en neuf tableaux. Livret avec Paul Knepler. Musique d'après Carl Millöcker de Theo Mackeben. Première : Berlin 14 août 1931
- 1933 : Die lockende Flamme. Pièce en huit tableaux. Livret avec Paul Knepler. Musique : Eduard Künneke.
- 1934 : Flammendes Land (Fanal). Opéra en trois actes. Livret avec Oscar Ritter d'après Der Schelm von Bergen. Musique : Kurt Atterberg. Première : 1934, Stockholm.
- 1941 : Aladin. Opéra en trois actes. Livret avec Bruno Hardt-Warden. Musique : Kurt Atterberg. Première : 1941, Stockholm.
- Die silberne Flöte. Opéra comique en trois actes. Livret avec Josef Reitler. Musique : Max von Oberleithner.

## Source de la traduction
- (de) Cet article est partiellement ou en totalité issu de l’article de Wikipédia en allemand intitulé « Ignaz Michael Welleminsky » (voir la liste des auteurs).